# Alexander Iwanowitsch Lebed

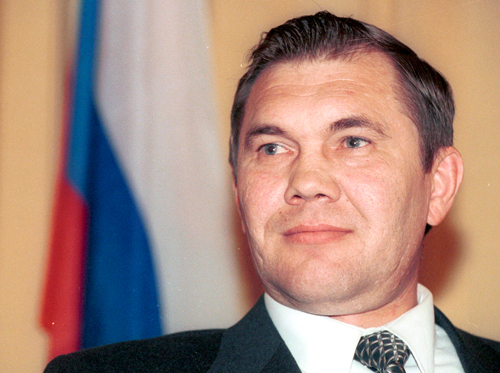
Alexander Lebed 1996 auf einer Pressekonferenz in Moskau

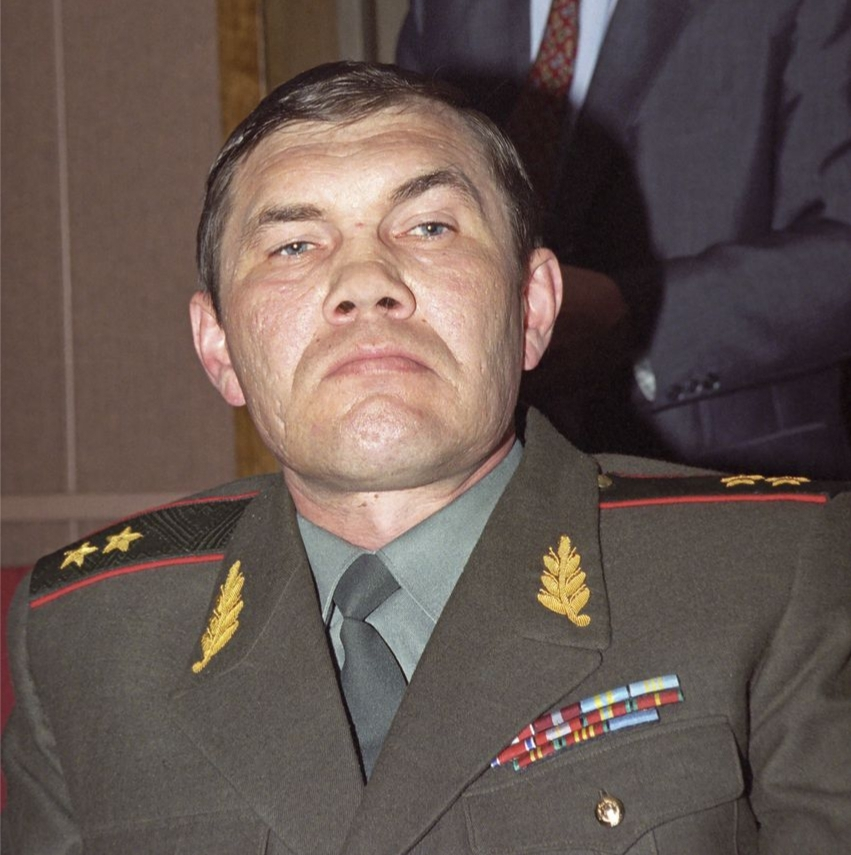
Alexander Lebed in Uniform

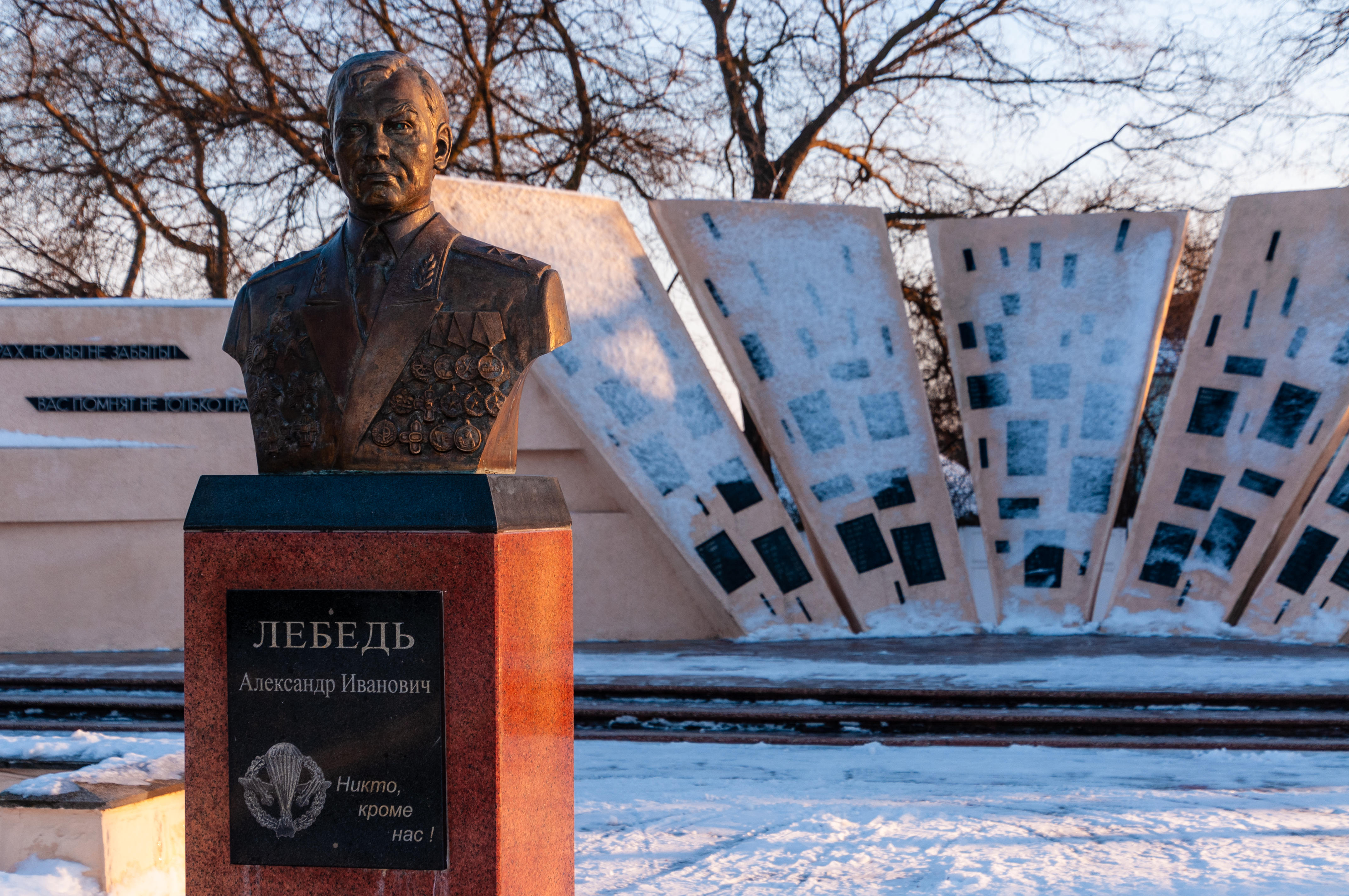
Denkmal in Tighina (russ. Бендеры Bendery), Moldau(Transnistrien)

Alexander Iwanowitsch Lebed (russisch Александр Иванович Лебедь; * 20. April 1950 in Nowotscherkassk; † 28. April 2002 bei Abakan im Jermakowski rajon, Region Krasnojarsk) war ein russischer General und Politiker.

## Leben
Obwohl er Flieger werden wollte, gelangte er zu den Luftlandetruppen der Sowjetarmee und absolvierte die Offiziersschule in Rjasan. Während des Afghanistankrieges war Lebed kurzzeitig (1981–1982) Kommandant eines Kampfbataillons. In einem der Kämpfe zog er sich eine Gehirnerschütterung zu. Nach dem Einsatz studierte er ab 1982 drei Jahre an der Frunse-Militär-Akademie. Zwischen 1985 und 1986 befehligte Lebed ein Fallschirmjägerregiment in der Stadt Kostroma. Von 1988 bis 1991 war er Kommandeur der 106. Garde-Luftlande-Division in Tula. Am 17. Februar 1990 wurde er zum Generalmajor befördert.
Unter seiner Führung lösten Fallschirmjäger am 9. April 1989 eine gewaltlose Demonstration vor dem Parlamentsgebäude in Tiflis auf. 20 Georgier wurden dabei getötet, Hunderte verletzt. Der Vorfall führte zu starken Spannungen in Georgien und war einer der Auslöser für die Unabhängigkeitserklärung der Kaukasusrepublik 1991. Im Januar 1990 kommandierte er ein nach Baku entsandtes Kontingent der sowjetischen Luftlandetruppen, als dort ethnische Konflikte zwischen Aserbaidschanern und Armeniern ausgebrochen waren.
Während des Augustputsches 1991 wurde er mit seinen Luftlandetruppen von Putschisten des GKTschP nach Moskau beordert, um Demonstrationen zu unterdrücken. Lebed stellte sich jedoch bald auf die Seite Gorbatschows und Jelzins gegen die Putschisten und seine Soldaten schützten das Weiße Haus in Moskau.
Ab Juni 1992 war er als Nachfolger von Juri Netkatschew Kommandeur der in der Republik Moldau (im abtrünnigen Gebiet Transnistrien) stationierten 14. Garde-Armee der russischen Streitkräfte. Lebed beendete die militärische Auseinandersetzung um die Stadt Bender im Transnistrien-Konflikt und unterzeichnete als Verhandlungsteilnehmer am 21. Juli 1992 den Friedensvertrag. In öffentlichen Äußerungen präsentierte er sich als Friedensbringer in diesem Konflikt, zugleich warf er der moldauischen Gegenseite ethnische Säuberungen vor und beschimpfte sie als Faschisten. Ähnlich vehement kritisierte er den transnistrischen Politiker Smirnow mitsamt dessen Umgebung als korrupte Kriegsgewinnler und bezeichnete seine Vorgesetzten im russischen Militärapparat als unfähig, was ihm Kritik von allen Seiten einbrachte. 1995 schied Lebed im Rang eines Generalleutnants aus der russischen Armee aus.
1996 kandidierte er bei den Präsidentschaftswahlen und erreichte im ersten Wahlgang mit 14,5 % der Stimmen den dritten Platz. Im zweiten Wahlgang rief er zur Wahl von Boris Jelzin auf, der ihn zwischenzeitlich zum Sekretär des Sicherheitsrates der Russischen Föderation ernannt hatte. In dieser Funktion handelte er auch im August 1996 das Friedensabkommen von Chassawjurt aus, mit dem der Erste Tschetschenienkrieg beendet wurde (hierfür erhielt er 1998 den Hessischen Friedenspreis). Wladimir Putin nannte das Abkommen später einen „Betrug an Russland“. Bereits im Oktober 1996 entließ ihn Jelzin nach einem Streit mit Innenminister Anatoli Kulikow. Im Mai 1998 wurde Lebed zum Gouverneur der Region Krasnojarsk gewählt.
Er bekleidete dieses Amt, bis er im April 2002 beim Absturz eines Hubschraubers Mi-8 tödlich verunglückte. Alexei Arbatow, ein Abgeordneter der Partei Jabloko, wollte Sabotage als Ursache des Unglücks nicht ausschließen, weil sich Lebed in seiner Zeit als Gouverneur der rohstoffreichen Region  mächtige Feinde gemacht habe. Sergei Mironow, Präsident des Föderationsrates, würdigte Lebed als einen unorthodoxen Politiker. „Er war ein Kriegsgeneral und bemühte sich gleichzeitig, Konflikte in Regionen wie der Republik Moldau und Tschetschenien beizulegen“.
Lebed war verheiratet und hinterließ drei Kinder (zwei Söhne, eine Tochter). Der Politiker Alexei Lebed (1955–2019) war sein Bruder.